# Tarnoruda (Ternopil)
Tarnoruda (ukrainisch und russisch Тарноруда; polnisch Tarnoruda) ist ein Dorf im Rajon Pidwolotschysk der Oblast Ternopil im Westen der Ukraine.

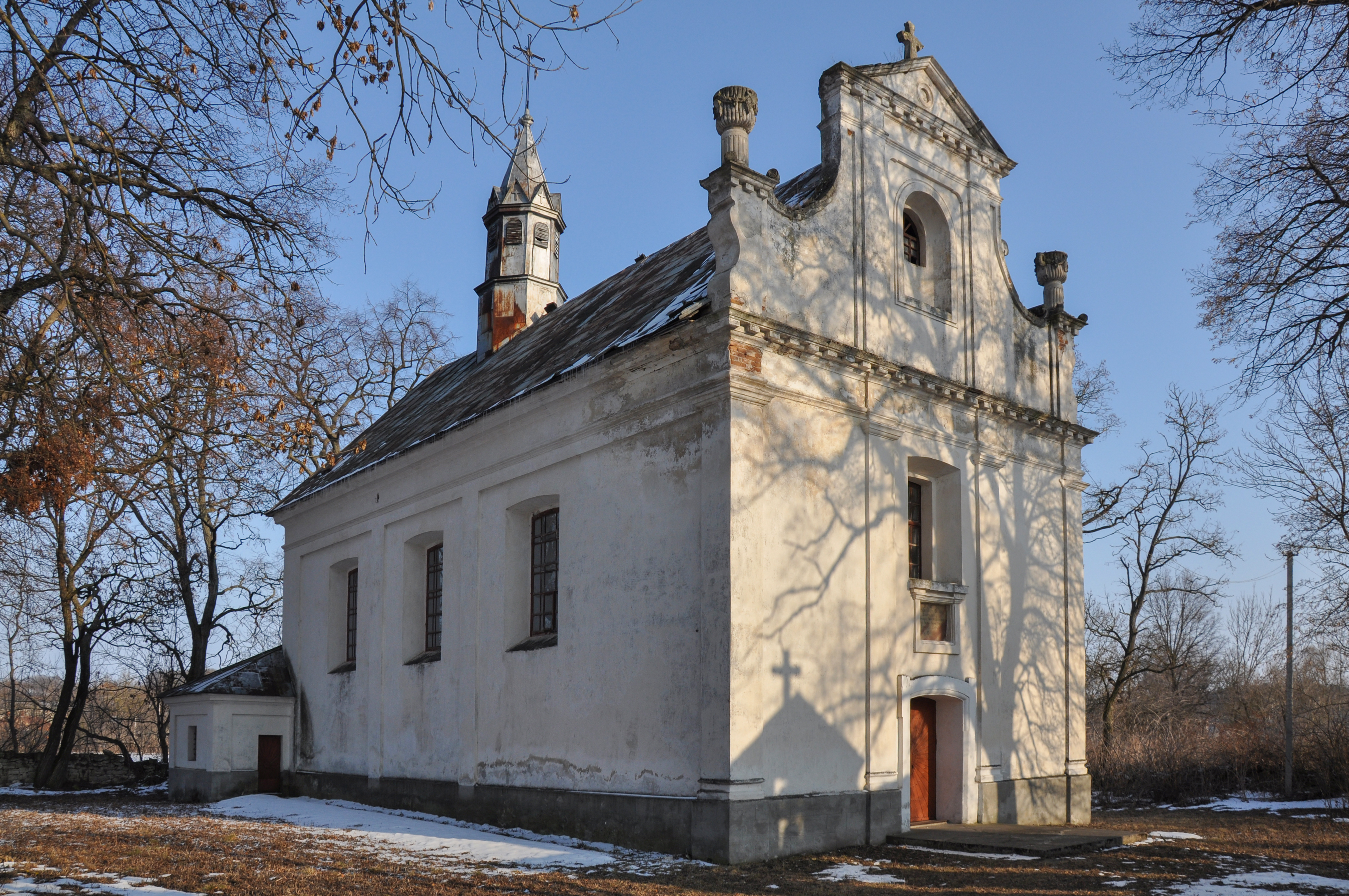
Kirche im Ort

Der Ort liegt etwa 47 Kilometer östlich der Oblasthauptstadt Ternopil und 14 Kilometer südlich der ehemaligen Rajonshauptstadt Pidwolotschysk am Ufer des Sbrutsch, auf der gegenüberliegenden Seite liegt das Schwesterdorf Tarnoruda. Am 9. August 2015 wurde die Siedlung ein Teil der neugegründeten Siedlungsgemeinde Pidwolotschysk (Підволочиська селищна громада/Pidwolotschyska selyschtschna hromada). Bis dahin war er ein Teil der Landratsgemeinde Turiwka (Турівка).
Am 17. Juli 2020 wurde der Ort Teil des Rajons Ternopil.
Der Ort wurde 1578 zum ersten Mal erwähnt (die Gründung erfolgte durch die Familie Odrowąż), erhielt später das Magdeburger Stadtrecht und lag zunächst in der Adelsrepublik Polen-Litauen, Woiwodschaft Podolien als Teil der Adelsrepublik Polen. Von 1772 bis 1918 gehörte er, mit Unterbrechung zwischen 1810 und 1815, als er als Teil des Tarnopoler Kreises an Russland abgetreten werden musste, unter seinem polnischen Namen Tarnaruda, später Tarnoruda, zum österreichischen Galizien  (bis 1918 dann im Bezirk Skałat), hier war er Grenzort und wurde de facto zweigeteilt.
Nach dem Ende des Ersten Weltkrieges kam der Ort zu Polen (in die Woiwodschaft Tarnopol, Powiat Skałat, Gmina Turówka), verlor das Stadtrecht, wurde im Zweiten Weltkrieg ab September 1939 von der Sowjetunion und dann ab Sommer 1941 bis 1944 von Deutschland besetzt, hier wurde der Ort in den Distrikt Galizien eingegliedert.
Nach dem Ende des Krieges wurde der Ort der Sowjetunion zugeschlagen, dort kam das nunmehr zum Dorf herabgestufte Tarnoruda zur Ukrainischen SSR und ist seit 1991 ein Teil der heutigen Ukraine.